# Eupelmus niger
Eupelmus niger is een vliesvleugelig insect uit de familie Eupelmidae. De wetenschappelijke naam is voor het eerst geldig gepubliceerd in 1901 door Ashmead.